# 刘枫
刘枫（1937年—），河北隆尧人，中华人民共和国政治人物。

## 生平
早年毕业于中国人民大学新闻系，后供职于中共青海省委办公厅。1978年，升任中共青海省委办公厅副主任，青海省委副书记兼西宁市委书记、市长，青海省政协主席。1989年10月，改任中共浙江省委副书记。1993年，任浙江省政协主席。